# Forró
Forró es un género musical, así como también una danza folclórica que tiene su origen en las fiestas populares de la Región Noreste de Brasil,concretamente en las zonas perifericas de las capitales y en los interiores de los estados de Bahia, Pernambuco, Paraíba, Rio Grande del Norte y Alagoas.
Aunque es conocido en todo el mundo, es especialmente popular en Brasil. El forró es símbolo de la Fiesta de San Juan, sobre todo en las ciudades de Caruaru y Campina Grande, y en las capitales Fortaleza, Natal, Recife, Aracaju, Maceió y Salvador donde son promovidas como grandes fiestas y duran toda la noche. También es el nombre que se le da a estas festividades.
Abarca varios tipos de danzas y géneros musicales diferentes. Entre los variados ritmos que son comúnmente identificados como forró, destacan el baião, el coco, el tojão, la quadrilha, el xaxado, el xote, el forró universitario y el forró dos cumpadre.

## Origen de la música

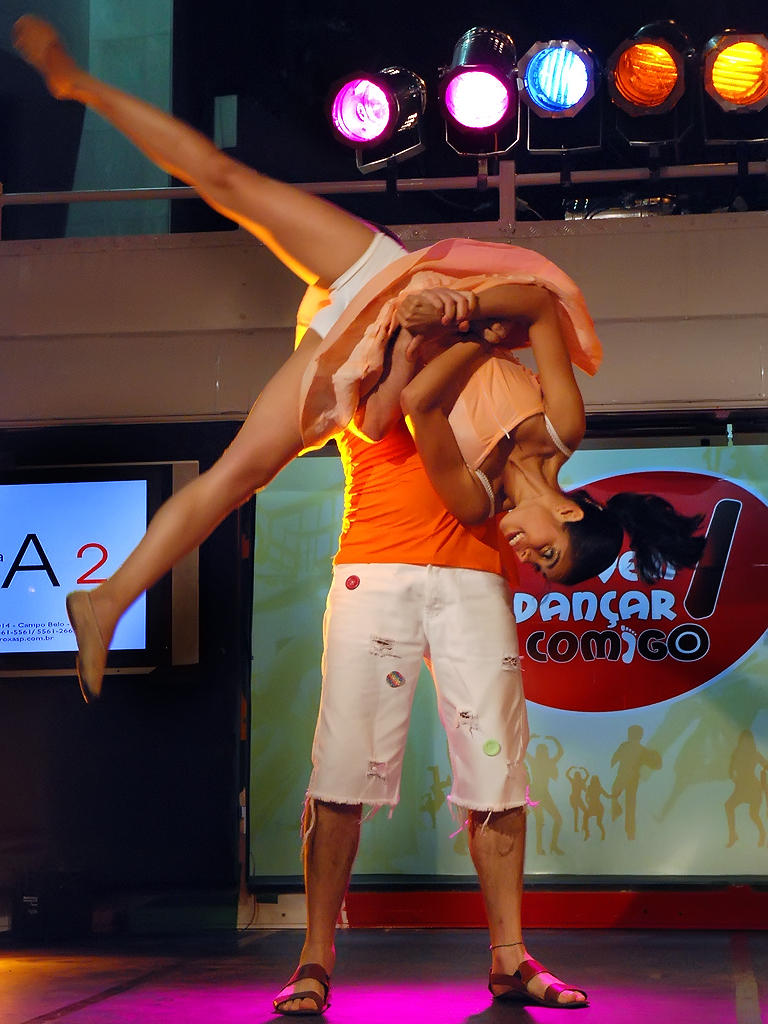
Forró

Una de las teorías sobre el origen de este género musical se remonta a las fincas y plantaciones de Ceará, un estado de Brasil, donde los agricultores y otros trabajadores del campo solían cantar mientras recolectaban café y otros cultivos, como azúcar, maíz y verduras. Existían diferentes canciones en función del cultivo y la fase de recolección.
A partir de ahí, talentosos cantantes locales comenzaron a interpretar las canciones en fiestas y reuniones, incluso llegando a realizarse concursos informales. Originalmente los instrumentos utilizados eran únicamente el triángulo de metal, la zabumba —tambor afrobrasileño— y la guitarra, llamada viola. Pero más adelante, con la inmigración francesa entre 1850 y 1950, se incorporó el acordeón y el rabec, conocido como violín brasileño, el cual tiene orígenes sefardíes y fue introducido por los portugueses —quienes tienen influencias árabes debido a la ocupación entre 711 y el 1300 d. C.— o durante las grandes migraciones árabes hacia Brasil durante el periodo de 1800 a 1930 desde Siria y Líbano.

## Origen etimológico
El historiador Luís da Câmara Cascudo sostiene que el origen es el término ibérico «forrobodó», que significa «fiesta». Esta palabra tuvo un gran uso en la segunda mitad del siglo XIX para definir a la fiesta y al local en donde se realizaba, pero con los años pasó a ser el nombre del género musical y de la danza, cuando se abrevió.

## Música

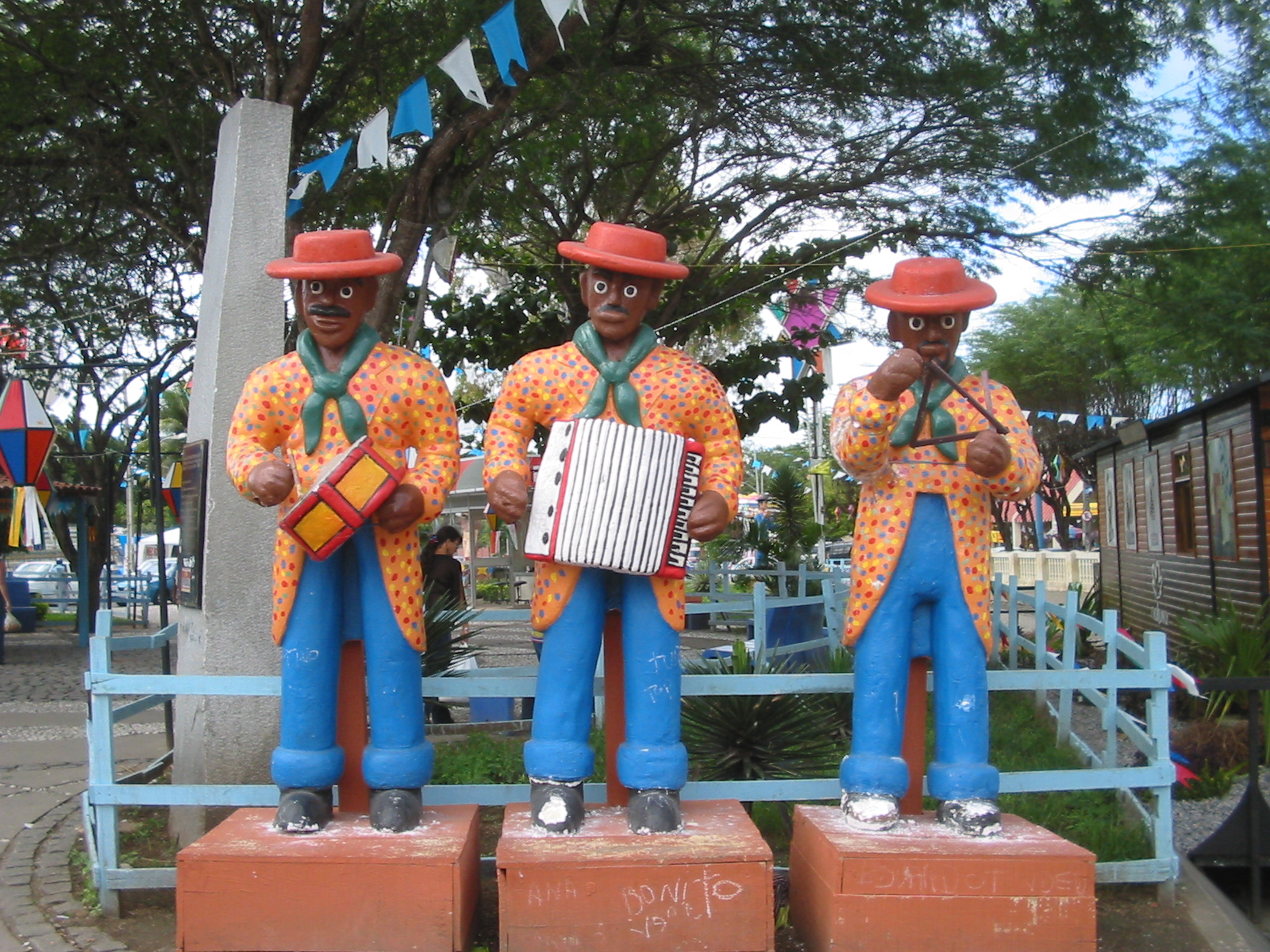
Figuras de músicos del forró.

El creador del estilo original del forró, es principalmente Luiz Gonzaga, que ha ido evolucionando hacia los diferentes estilos. Otros como Jackson do Pandeiro y Marinês también tuvieron gran importancia. El forró se ha convertido en una mezcla de distintos bailes como la salsa, el merengue, la lambada, el baile de salón, entre otros.
Es interpretado por una combinación de tres instrumentos:
- Un acordeón
- Un triángulo
- Una zabumba

Esta combinación fue definida en los inicios del forró por Luiz Gonzaga como la base del mismo. Aunque se incorporan en ocasiones otros como violín, flauta, pandeiro, bajo, cavaquinho y guitarra acústica.

### Letras y temas
Con el paso de los años y su expansión por todo Brasil, las letras de las canciones han ido cambiando y evolucionando.
Tradicionalmente, trataban sobre la vida rural en el noreste. Como la preocupación por las sequías, o la migración en busca de trabajo con la consecuente nostalgia.
El ejemplo más emblemático de este período es probablemente la canción Asa Branca, que Luiz Gonzaga hizo famosa en todo Brasil en la década de 1940, también llamada «Himno del Sertão» o «Himno del Nordeste».
Actualmente, el forró tiene influencias urbanas y las letras tratan más sobre el amor y los romances entre las personas.

## Baile

### Estilos
Existen varios ritmos de forró: xote—más lento—, baião —el forró original—, arrasta-pé —el más rápido—, forró Universitario y el forró mismo.

## Forró Electrónico
El forró electrónico o forró estilizado es un subgénero del forró originado a principios de la década de 1990, que busca mezclar elementos tradicionales del forró con otros géneros musicales, adoptando fuertes influencias del pop, rock, sertanejo, axé y lambada, pero sin discernir la base original del ritmo.

## Forró Universitario
El forró universitario ofrece pasos específicos y característicos de la danza, como el giro simple, el giro do cavalheiro, la conmemoração, el ocho, la caminhada y otros. Todos estos pasos implican el baile en pareja o, mejor dicho, entre los compañeros de baile, y pueden tener apertura lateral y mayor involucramiento de los pasos.